# Рейовець (Великопольське воєводство)
Рейовець (пол. Rejowiec, нім. Revier) — село в Польщі, у гміні Скоки Вонґровецького повіту Великопольського воєводства.
Населення — 290 осіб (2011).
У 1975-1998 роках село належало до Познанського воєводства.

## Демографія
Демографічна структура станом на 31 березня 2011 року:
|          | Загалом | Допрацездатний вік | Працездатний вік | Постпрацездатний вік |
| -------- | ------- | ------------------ | ---------------- | -------------------- |
| Чоловіки | 135     | 28                 | 92               | 15                   |
| Жінки    | 155     | 45                 | 78               | 32                   |
| Разом    | 290     | 73                 | 170              | 47                   |